# James Cecil Parke
James Cecil Parke (Clones, Regne Unit de la Gran Bretanya i Irlanda, 26 de juliol de 1881 − Llandudno, Conwy, Gal·les, 27 de febrer de 1946) fou un tennista, jugador de rugbi i golfista irlandès, guanyador d'una medalla olímpica d'argent als Jocs Olímpics d'estiu de Londres 1908.

## Carrera esportiva
Inicialment va jugar a rugbi amb les universitats de Monkstown i Dublín, i llavors amb Leinster (1901-1908).
Durant la seva etapa tennística, malgrat no haver aconseguit cap títol important fins al moment, l'any 1908 va guanyar la medalla d'argent olímpica en els Jocs Olímpics de Londres 1908 amb Josiah Ritchie de parella. Posteriorment van arribar la resta d'èxits. Va aconseguir fer doblet en Australasian Championships l'any 1912 guanyant el títol individual enfront Alfred Beamish i el de dobles masculins amb Charles Dixon com a parella. De fet fou el primer tennista britànic en guanyar aquest títol individualment. Els dos anys següents va disputar la final de dobles mixts de Wimbledon amb Ethel Thomson Larcombe com a parella, però només es va poder imposar en el 1914. Ja el 1920 va disputar també la final de dobles masculins en companyia d'Algemon Kingscote però sense sort. També va disputar la Copa Davis amb l'equip britànic guanyant l'edició de 1912.
També va jugar a golf, criquet i escacs.

## Torneigs de Grand Slam

### Individual: 1 (1−0)
| Resultat  | Núm. | Any  | Torneig                                            | Oponent        | Marcador                |
| --------- | ---- | ---- | -------------------------------------------------- | -------------- | ----------------------- |
| Guanyador | 1.   | 1912 | Australasian Championships, Hastings, Nova Zelanda | Alfred Beamish | 3−6, 6−3, 1−6, 6−1, 7−5 |

### Dobles: 2 (1−1)
| Resultat  | Núm. | Any  | Torneig                                            | Parella            | Oponents                         | Marcador           |
| --------- | ---- | ---- | -------------------------------------------------- | ------------------ | -------------------------------- | ------------------ |
| Guanyador | 1.   | 1912 | Australasian Championships, Hastings, Nova Zelanda | Charles Dixon      | Alfred Beamish Gordon Lowe       | 6−4, 6−4, 6−2      |
| Finalista | 1.   | 1920 | Wimbledon, Londres, Regne Unit                     | Algernon Kingscote | Chuck Garland R. Norris Williams | 4−6, 6−4, 5−7, 2−6 |

### Dobles mixts: 2 (1−1)
| Resultat  | Núm. | Any  | Torneig                        | Parella                | Oponents                          | Marcador           |
| --------- | ---- | ---- | ------------------------------ | ---------------------- | --------------------------------- | ------------------ |
| Finalista | 1.   | 1913 | Wimbledon, Londres, Regne Unit | Ethel Thomson Larcombe | Agnes Tuckey Hope Crisp           | 6−3, 3−5, retirada |
| Guanyador | 1.   | 1914 | Wimbledon                      | Ethel Thomson Larcombe | Marguerite Broquedis Tony Wilding | 4−6, 6−4, 6−2      |

## Jocs Olímpics

### Dobles
| Any  | Campionat                          | Parella        | Oponents                         | Resultat      |
| ---- | ---------------------------------- | -------------- | -------------------------------- | ------------- |
| 1908 | Jocs Olímpics, Londres, Regne Unit | Josiah Ritchie | George Hillyard Reginald Doherty | 7−9, 5−7, 7−9 |